# Laurentia

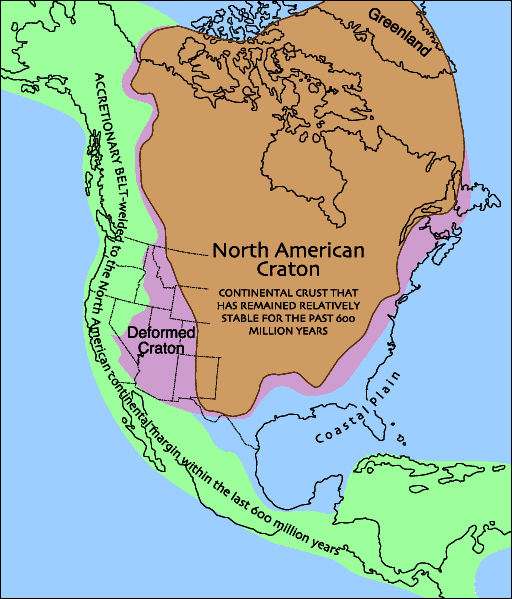
Laurentia, còn gọi là nền cổ Bắc Mỹ.

Laurentia là thềm lục địa ở trung tâm của Bắc Mỹ. Nhiều lần trong quá khứ của nó, Laurentia đã là một lục địa riêng biệt giống như ngày nay nó nằm trong Bắc Mỹ. Trong những giai đoạn khác thì Laurentia lại là một phần của một siêu lục địa. Nó được đặt tên theo thềm lục địa Laurentia (được biết nhiều hơn với tên khiên Canada).
Dưới đây là lịch sử ngắn gọn của Laurentia theo thời gian khoảng trên 3 tỷ năm:

## Một phần(không hoàn thiện)lịch sử của Laurentia theo niên đại
- ~2,5 tỷ năm trước, Arctica được tạo thành như một lục địa độc lập.
- ~2,45 tỷ năm trước, Arctica là một phần của siêu lục địa lớn Kenorland.
- ~2,1 tỷ năm trước, khi Kenorland bị vỡ ra, thềm lục địa Arctica là một phần của siêu lục địa nhỏ Nena cùng với Baltica và Đông Nam Cực.
- ~1,8 tỷ năm trước, Laurentia là một phần của siêu lục địa lớn Columbia.
- ~1,5 tỷ năm trước, Laurentia lại là một lục địa độc lập.
- ~1,1 tỷ năm trước, Laurentia là một phần của siêu lục địa lớn Rodinia.
- ~750 triệu năm trước, Laurentia là một phần của siêu lục địa nhỏ Protolaurasia. Laurentia gần như đã tách ra xa.
- ~600 triệu năm trước, Laurentia là một phần của siêu lục địa lớn Pannotia.
- ~kỷ Cambri, Laurentia là một lục địa độc lập.
- ~kỷ Devon, Laurentia va chạm với Baltica, tạo thành siêu lục địa nhỏ Euramerica.
- ~kỷ Permi, mọi lục địa chính va chạm với nhau để tạo ra siêu lục địa lớn Pangaea.
- ~kỷ Jura, Pangaea tách ra thành hai siêu lục địa nhỏ: Laurasia và Gondwana. Laurentia là một phần của siêu lục địa nhỏ Laurasia.
- ~kỷ Creta, Laurentia là một lục địa độc lập, gọi là Bắc Mỹ.
- ~kỷ Neogen, Laurentia trong hình dạng là Bắc Mỹ - va chạm với Nam Mỹ, tạo thành siêu lục địa nhỏ là châu Mỹ (America).
- ~Sau khoảng 250 triệu năm nữa, mọi lục địa sẽ va chạm với nhau để tạo ra siêu lục địa lớn Pangaea Ultima. Laurentia sẽ là một phần của Pangaea Ultima.
- ~400 triệu năm sau, Pangaea Ultima sẽ lại tách ra và không ai biết điều gì sẽ xảy ra khi đó với Laurentia.

### Hình ảnh
- Bản đồ Laurentia Lưu trữ ngày 5 tháng 3 năm 2016 tại Wayback Machine